# アーサー・ポンソンビー (シュールブリードの初代ポンソンビー男爵)
シュールブリードの初代ポンソンビー男爵アーサー・オーガスタス・ウィリアム・ハリー・ポンソンビー（英: Arthur Augustus William Harry Ponsonby, 1st Baron Ponsonby of Shulbrede、1871年2月16日 - 1946年3月23日）は、イギリスの政治家・貴族。
ベスバラ伯爵家の分流の生まれ。はじめ自由党、ついで労働党の政治家となり、労働党政権下で役職を歴任した。政治家としては君主制・体制批判で評判をとった。

## 経歴
1871年2月16日にベスバラ伯爵家の分流でヴィクトリア女王の個人秘書を務めた陸軍軍人サー・ヘンリー・ポンソンビー大将とその妻エリザベス(旧姓バルテール)の間の三男として生まれる。長兄に陸軍少将となるサー・ジョン・ポンソンビー、次兄に、国王手許金会計長官も務めた宮廷官僚フレデリック・ポンソンビー（のち初代サイゾンビー男爵）がいる。
イートン校を卒業。イートン校在学中の1882年から1887年にかけてはヴィクトリア女王の名誉小姓を務めた。その後、オックスフォード大学ベリオール・カレッジへ進学。
1894年から1903年にかけては外交官をしていた。1905年から1907年にかけてヘンリー・キャンベル＝バナマン首相の個人秘書を務めた。1908年から1918年にかけてキャンベル＝バナマンの選挙区だったスターリング・バラズ選挙区から自由党所属の庶民院議員に選出された。ついで1922年から1930年にかけてはシェフィールド・ブリッジサイド選挙区から選出される労働党所属の庶民院議員となった。
1924年1月から11月にかけては第一次マクドナルド内閣で外務省政務次官を務め、ついで1929年7月から12月にかけて第二次マクドナルド内閣のドミニオン省政務次官、1929年から1931年にかけては運輸省政務官を務めた。
1930年1月17日にはサセックス州におけるシュールブリードのシュールブリードのポンソンビー男爵に叙され、貴族院議員に転じた。
1931年3月から8月にかけてランカスター公領大臣を務めたが、同年8月の労働党の分裂に際して主流派に属して下野した。その後は反対党(労働党)貴族院院内総務となり、1935年まで務めた。
1936年冬、貴族院において安楽死法案の法案提出を行った。
1946年3月24日に死去した。爵位は長男のマシューが継承した。

## 著作
- The Camel and the Needle's Eye (1910)[4]
- The Decline of the Aristocracy (1912)[4]
- The Priory and Manor of Lynchmere and Shulbrede (1920)[4]
- Falsehood in Wartime (1928)
- Henry Ponsonby: his Life from his Letters (1942)[4]

## 栄典

### 爵位
1930年1月17日に以下の爵位を新規に叙された。
- サセックス州におけるシュールブリードのシュールブリードの初代ポンソンビー男爵 (1st Baron Ponsonby of Shulbrede, of Shulbrede in the County of Sussex)
(勅許状による連合王国貴族爵位)

## 家族
作曲家の初代準男爵チャールズ・ヒューバート・パリーの娘ドロシア・パリーと結婚し、彼女との間に以下の2子を儲けた。
- 第1子(長女)エリザベス・ポンソンビー (1900-1940) ： ジョン・ペリーと結婚
- 第2子(長男)マシュー・ヘンリー・ヒューバート・ポンソンビー（英語版） (1904-1976) ： シュールブリードの第2代ポンソンビー男爵位を継承